# دیوا دیستراکشن
دیوا دیستراکشن (به انگلیسی: Diva Destruction) یک گروهٔ موسیقی گوتیک راک آمریکایی است که توسط خواننده-ترانه‌پرداز دبرا فاگارتی در سال ۱۹۹۸ به‌وجود آمد.

## ترانه‌شناسی
آلبوم‌ها
- ۲۰۰۰: بهای اشتیاق[۱]
- ۲۰۰۳: اکسپوزینگ د سیکنس
- ۲۰۰۶: زهره‌ترک